# Neurological Institute of New York

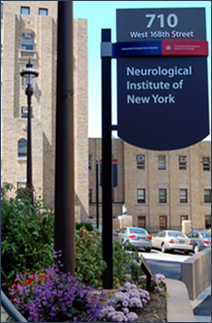
L'entrata del Neurological Institute of New York

Il Neurological Institute of New York è un reparto di neurologia accademico associato alla Columbia University.
Fu fondato nel 1909 dai neurologi statunitensi Pearce Bailey, Joseph Collins, Charles Elsberg, e Joseph Fraenkel.